# Maissaari (ö i Mellersta Finland)
Maissaari är en ö i Finland. Den ligger i sjön Enonjärvi och i kommunen Karstula i den ekonomiska regionen  Saarijärvi-Viitasaari och landskapet Mellersta Finland, i den centrala delen av landet, 300 km norr om huvudstaden Helsingfors. Öns största längd är 2,7 kilometer i sydöst-nordvästlig riktning.